# Eublemma stalii
Eublemma stalii är en fjärilsart som beskrevs av Hans Daniel Johan Wallengren 1871. Eublemma stalii ingår i släktet Eublemma och familjen nattflyn. Inga underarter finns listade i Catalogue of Life.